# تريفور ريتشاردز (طبال)
تريفور ريتشاردز (بالإنجليزية: Trevor Richards)‏ هو طبال بريطاني، ولد في 29 أغسطس 1945 في Bexhill-on-Sea ‏ في المملكة المتحدة.

## وصلات خارجية
- تريفور ريتشاردز على موقع ميوزك برينز (الإنجليزية)